# جامعة قنا
جامعة قنا (جنوب الوادي) سابقاً جامعة ومؤسسة بحثية موجهة لخدمة الطلاب ومتعارف عليها إقليمياً مقرها مدينة قنا في مصر.

## التاريخ
غطت جامعة جنوب الوادي - عند انشائها - مساحة كبيرة في صعيد مصر شملت محافظات قنا وسوهاج وأسوان والبحر الأحمر والأقصر، ويقع الحرم الرئيس للجامعة في مدينة قنا التي تقع على بعد 600 كيلو متر جنوب القاهرة، وتشمل الجامعة ما يزيد عن عشرين كلية ومعهدين، في حين بدأت الدراسة في جامعة جنوب الوادي، كفرع من جامعة أسيوط سابقًا، في أكتوبر 1970. ثم انفصلت جامعة جنوب الوادي عن جامعة أسيوط في 2 يناير 1995 بالقرار الجمهوري رقم 23.
وانفصلت بعد ذلك تباعًا عن جامعة جنوب الوادي جامعات كل من سوهاج وأسوان والأقصر والغردقة.
تلتزم الجامعة بتقديم الدور الأكبر للخدمة الاجتماعية في منطقة صعيد مصر، فالجامعة تعد مؤسسة بحثية موجهة للطلاب ومتعارف عليها اقليميًا وبها 55872 طالب في العام الدراسي 2020-2021، وتجذب الجامعة طلاب من جميع المحافظات بمصر والدول الأخرى، و 1786عضوًا لهيئة التدريس ومعاون, وعدد 4057 موظف قد تم تدريبهم في أفضل المؤسسات وجلبوا للجامعة الآفاق العالمية التي تثري البيئة التعليمية.

## الكليات
- كلية التربية
- كلية الآداب
- كلية الطب البيطرى
- كلية التربية النوعية
- كلية التجارة (شعبة عربى وأخرى انجليزى)
- كلية الزراعة
- كلية الحقوق
- كلية التربية الرياضية
- كلية التمريض
- كلية الهندسة
- كلية الطب
- كليه الآثار
- كلية التربية بالغردقة
- كلية طب الفم والاسنان
- كلية الاعلام وتكنولوجيا الاتصال
- كلية الصيدلة
- كلية العلاج الطبيعي
- كلية العلوم
- كلية الحاسبات والمعلومات
- كلية الحاسبات والذكاء الاصطناعي
- المعهد الفني للتمريض
- المعهد الفني الصحي

## المراكز والوحدات
- وحدات كلية الصيدلة
- مركز الخدمة العامة للدراسات والبحوث الإسلامية بكلية الآداب بقنا
- مركز التدقيق اللغوى بكلية الاداب بقنا
- مركز التراث الثقافى غير المادى بكلية الآداب بقنا
- مركز البحوث والدراسات الاجتماعية بكلية الآداب بقنا
- المعمل المركزى والبيئي بكلية العلوم
- مركز الاستشارات الجيوفيزيقية والجيولوجية والبحث على المياه الجوفية - قسم الجيولوجيا
- الوحدة الإنتاجية بكلية التربية النوعية بقنا
- مركز التنمية النفسية والتربية المهنية بكلية التربية
- مركز الخدمة العامة لتنمية المهارات المهنية والاستشارات العلمية والتأهيل الرياضي بكلية التربية الرياضية بقنا
- مركز الخدمة العامة للدراسات والاستشارات الهندسية بكلية الهندسة بقنا
- مركز التدريب والدراسات التجارية بكلية التجارة
- مركز الطب النفسي وعلاج الإدمان بكلية الطب
- مركز بحوث الرأى العام بكلية الاعلام وتكنولوجيا الاتصال

## مستشفيات جامعة جنوب الوادي
تم إنشاء مستشفيات جامعة جنوب الوادي لتقديم الخدمات التعليمية والصحية لأبناء جنوب الصعيد في محافظات قنا والأقصر والبحر الأحمر وأسوان.
| المستشفي / المركز                      | تاريخ الانشاء |
| -------------------------------------- | ------------- |
| مستشفى قنا الجامعي بوسط البلد (المعبر) | 2007          |
| مستشفى قنا الجامعي بالحرم الجامعي      | 2014          |
| العيادات الخارجية                      | 2016          |
| مستشفى طب الفم والأسنان                | 2017          |
| مركز العلاج الطبيعي والتأهيل           | 2017          |
| مستشفى الطوارئ والاصابات (المرزوقي)    | 2018          |
| مستشفى صحة المراة والطفل               | جاري العمل    |
| مبنى إدارة المستشفيات الجامعية         | جاري العمل    |

## وصلات خارجية
- الموقع الرسمي